# Getijdengebed

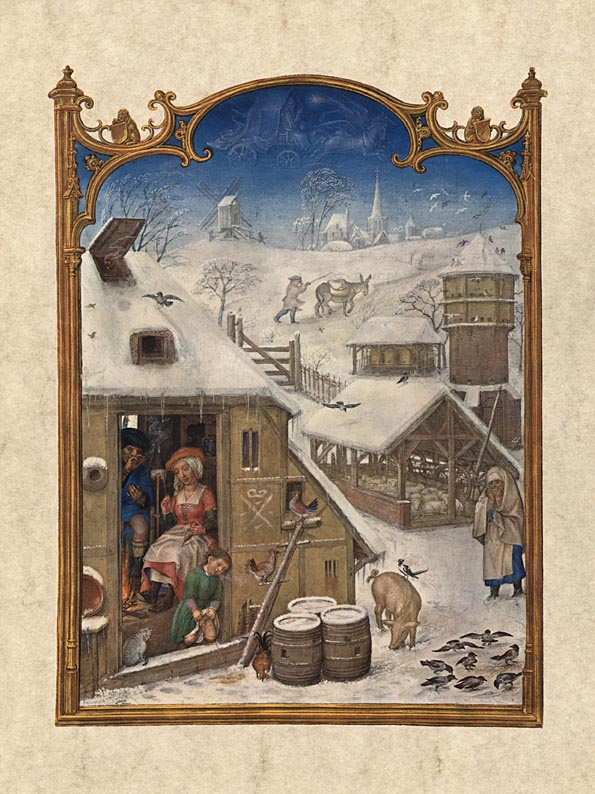
Kalenderbladzijde voor februari uit het Breviarium-Grimani.

Het getijdengebed (Latijn Liturgia horarum), ook bekend als getijden, koorgebed, koorofficie, heilig officie, uren, horologium (in de oosterse en orthodoxe kerken) of breviergebed, is het dagelijkse officiële publieke gebed van de Rooms-Katholieke Kerk. Het is een canonieke verplichting voor monniken, monialen en geestelijken met hogere wijdingen. Het gebed bestaat uit de aan Koning David toegeschreven 150 psalmen, aangevuld met hymnen, kantieken en lezingen. Het kan worden teruggevoerd op het joodse dagelijks gebed en is bewaard gebleven bij christelijke kerken. Binnen de christelijke tradities is het getijdengebed de vervulling van nieuwtestamentische aanmaningen om zonder ophouden te bidden.

## Geschiedenis

### Judaïsme en het vroege christendom
Het getijdengebed is afkomstig van het joodse gebed, meer bepaald uit de tijd van de Babylonische ballingschap die volgde op de verwoesting van de tempel van Jeruzalem in 586 v.Chr. door de Babyloniërs onder Nebukadnezar II. Die tempel kon toen niet langer gebruikt worden om (dieren)offers te brengen. Men schakelde over op lezingen uit de Thora en zingen of bidden van psalmen en hymnen op vaste uren van de dag.
Het Romeinse Keizerrijk kende een dagindeling van twaalf uren, zes voor en zes na de middag. De joden en de eerste christenen hebben hun gebedstijden daarop geënt, wat blijkt uit verwijzingen naar deze Romeinse uren in het boek Handelingen van de Apostelen (kortweg Handelingen) in het Nieuwe Testament. Zo werd bijvoorbeeld het eerste wonder van de apostelen, de genezing van een kreupele op de treden van de tempel, gesitueerd op het negende uur, toen Petrus en Johannes naar de tempel gingen voor het avondgebed. Ook de beslissing om niet-joden toe te laten in de vroege christelijke gemeenschappen was gebaseerd op een visioen dat Petrus had bij het gebed in de tempel, op het "zesde uur".
De aansporing om zonder ophouden te bidden is terug te voeren op een tekst uit het Lukasevangelie en diverse oproepen uit de Brieven van Paulus. Een letterlijke oproep in deze zin is niet op grond van de evangeliën te herleiden tot Jezus Christus. Wel wordt in Lucas 18 de parabel van de onrechtvaardige rechter beschreven, die zich door een volhardende weduwe laat overhalen om recht te doen. De evangelist ziet hierin een bewijs van de noodzaak om onophoudelijk te bidden. De Brieven van Paulus bevatten wel expliciete aanmaningen aan christenen om zonder ophouden te bidden, met een beroep op de wil van Jezus Christus.
We weten eveneens uit de "Handelingen van de Apostelen" dat de vroege christelijke gemeenschappen de psalmen baden en die psalmen vormen nog altijd de ruggengraat van het getijdengebed. In de Didachè, het oudst bewaarde document met voorschriften voor de eredienst en het kerkelijk leven, wordt voorgeschreven om driemaal daags het "Onze Vader" te bidden. Plinius de Jongere (63 – ca. 113) beschrijft in zijn brieven aan keizer Trajanus, dat de christenen baden op vaste tijden gedurende de dag en uit zijn beschrijving kan men opmaken dat het niet over de eucharistie ging.
Vanaf de tweede en derde eeuw beschreven kerkvaders zoals Clemens van Alexandrië, Origenes en Tertullianus de praktijk van het morgen- en avondgebed alsook de gebeden bij het derde, het zesde en het negende uur. Deze gebeden konden individueel of in groep worden gebeden. De woestijnvaders, de voorlopers van de monniken, begonnen de opdracht van Paulus om "zonder ophouden te bidden" letterlijk uit te voeren door verschillende groepen de verschillende gebedsstonden steeds na elkaar te laten reciteren.

### Middeleeuwen
In de kloosters die vanaf de vierde eeuw in het oosten ontstaan en vanaf de vijfde eeuw ook in het westen, werden de gebeden aangepast, ze werden langer en de dagelijkse gebedscyclus werd snel de regulerende factor voor het leven in de kloosters. Aanvankelijk werden dagelijks de 150 psalmen gebeden, maar dit nam te veel tijd in beslag en men ging het psalmengebed spreiden over een week, waarbij elke dag op de verschillende gebedstijden een aantal psalmen werden gebeden.
Benedictus van Nursia heeft in de 6e eeuw een dergelijk gebedsschema opgezet, dat zeer snel vrij algemeen werd gebruikt. Na verloop van tijd kregen deze psalm-koorboeken toevoegingen zoals antifonen, responses, collecta's en korte gebeden, als hulpmiddel voor diegenen die niet zo bedreven waren in het improviseren van dergelijke gebeden. 
Uiteindelijk had men voor het koorofficie een ganse reeks boeken nodig: een "Antifonarium", de Bijbel met het Oude en het Nieuwe Testament, de "Legendarius" (Legendae Sanctorum: levensbeschrijving van de heiligen en martelaars), de "Homiliarium" (homilies over de evangelies), de "Sermologus" (collectie van sermoenen), de werken van de kerkvaders naast het "Psalterium" en het "Collectarium". Om niet telkens over een ganse bibliotheek te moeten beschikken werd het "Breviarium" ontwikkeld, zeg maar een verzamelwerk.
Al in de 9e eeuw had bisschop Prudentius van Troyes een "Breviarium Psalteri" opgesteld voor leken, met voor elke dag een paar psalmen. Alcuinus voegde daaraan nog een dagelijks gebed en enkele andere gebeden toe. Het echte breviarium komt echter pas in de 11e eeuw tot stand. Het vroegste (bewaarde) manuscript dat het ganse koorofficie omvat dateert van 1099 (Bibliothèque Mazarine).
Eind 11e eeuw vereenvoudigde Paus Gregorius VII de liturgie van de getijdengebeden en gaf het geheel de naam "Breviarium". Er zijn meerdere Breviaria uit de 12e eeuw teruggevonden, die allemaal Benedictijns van oorsprong zijn. Innocentius III (paus van 1198 tot 1216) voerde het "Officium Romanum abbreviatum" in. Dit werd door de Franciscanen overgenomen, ze vervingen de "Gallische" versie van het Psalterium door een "Romeinse" en verspreidden deze versie over gans Europa. Deze versie werd tot aan het Tweede Vaticaans Concilie (Vaticanum II) in aangepaste vorm gebruikt. De andere boeken (Legendaria, Responsaria etc.) verdwenen uit het dagelijks gebruik en uiteindelijk legde Nicholaas III (paus van 1277 tot 1280) het gebruik van deze Franciscaanse versie op aan de curie en de kerken van Rome. Naast deze Romeinse versie kennen we nog tal van andere versies zoals de Benedictijnse, de Dominicaanse, de Mozarabische in Spanje en de Ambrosiaanse in Milaan om slechts de bijzonderste te noemen.

### Nieuwe tijd en heden
Tot het Concilie van Trente (1545 – 1563) kon elke bisschop het Breviarium opstellen of aanpassen voor zijn diocees en dit werd ook bijna overal gedaan: elke kloosterorde en elk bisdom had zijn eigen Breviarium, vandaar de term "voor gebruik in ..." die meestal vermeld wordt bij de beschrijving van een middeleeuws brevier. Pius V (paus van 1566 tot 1572) verplichtte in 1568 het gebruik van het Breviarium "ad usum Romanum", behalve voor Breviaria die een staat van dienst van meer dan 200 jaar hadden. De Romeinse invloed heeft echter bijna alle andere vormen doen verdwijnen en is het universele type geworden. Sedertdien werden nog verschillende revisies doorgevoerd waarvan de laatste in 1902 door Leo XIII en in 1960 door Johannes XXIII. 
Als gevolg van het Tweede Vaticaans Concilie werd het getijdengebed door de Kerk herzien. Hiermee werd getracht zijn zuiver klerikale karakter te verminderen en het getijdengebed terug ingang te doen vinden bij de ganse Katholieke Kerk. Deze hervorming van het getijdengebed werd uitgevaardigd door Paus Paulus VI en gepubliceerd door de Libreria Editrice Vaticana. 
Het concilie zelf verwijderde het officie van de nachtwake en gaf een verdeling van de psalmen over vier weken in plaats van een week. Het karakter van de metten (de nachtwake) werd licht gewijzigd en omgevormd tot de lezingendienst, opdat het op elk moment van de dag gebeden kon worden. Deze dienst bevat zowel lezingen uit de Heilige Schrift als hagiografische als andere spirituele teksten.

## Inhoud

### Middeleeuwse versie

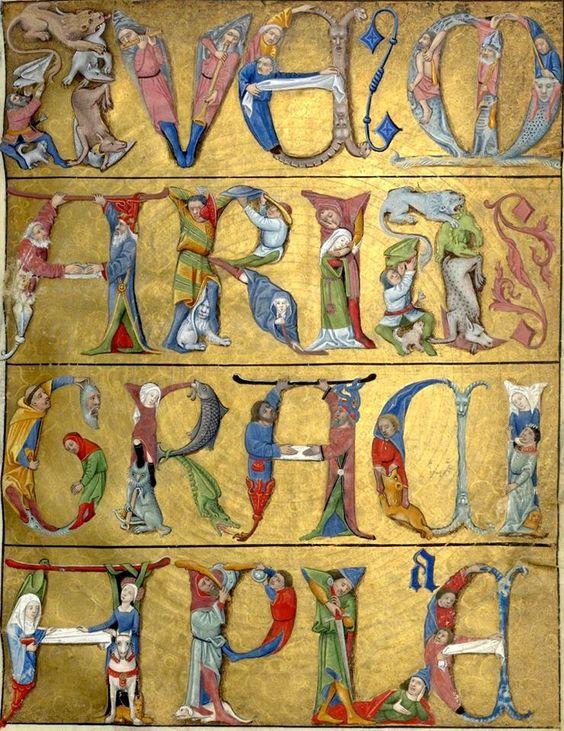
Ave Maria in Heures de Charles d'Angoulême

We gebruiken hier als naam "middeleeuwse versie" en niet "Tridentijnse versie" naar de versie die verplicht werd door Pius V, omdat de vroeger in gebruik zijnde versie eigenlijk niet veel van die Tridentijnse versie afweek. Tegen het einde van de vijfde eeuw telde het getijdengebed zeven officies, waarvan de completen het laatst waren toegevoegd. De Apostolische constituties vermelden namelijk het bidden in de morgen, op het derde, het zesde en het negende uur, in de avond en bij het kraaien van de haan.
De priem zou zijn toegevoegd door Benedictus van Nursia in de zesde eeuw. De acht gebedsstonden zijn:
- De metten gedurende de nacht, om middernacht.
- De lauden rond zonsopgang
- De priem rond 6 uur
- De terts rond 9 uur
- De sext rond 12 uur
- De none rond 15 uur
- De vespers rond 17 uur
- De completen rond 20 uur

Dit schema werd toegeschreven aan Benedictus van Nursia en vervolgens overgenomen van Johannes Cassianus. Deze beschreef het monastieke leven van de woestijnvaders in zijn werken De Institutis (coenobiorum et de octo principalium vitiorum remediis) en Collationes (patrum in Scithico eremo commorantium). Hieruit putte Benedictus bij het opstellen van zijn regel. Momenteel is dit nog steeds de dagindeling die door de Cisterciënzers wordt gehanteerd. De inhoud van de officies is echter niet volledig gelijklopend met de "tridentijnse" structuur.

### Moderne versie
Na Vaticanum II is het brevier bijna onherkenbaar gewijzigd, de structuur van de uren, de verdeling van de psalmen over de gebedsstonden en de gebeden zelf werden aangepast. Men spreekt trouwens ook niet meer van brevier maar van de Liturgia Horarum, de "liturgie van de gebedstijden". Die ziet er als volgt uit:
- Een inleidend gebed dat gebeden wordt voor de eerste dienst
- De metten worden nu de "lezingendienst" genoemd.
- De lauden of het morgengebed
- De priem is afgevoerd.
- De terts, sext en none zijn samengevoegd tot het "middaggebed", hoewel ze ook nog afzonderlijk kunnen worden gebeden.
- De vespers of het avondgebed
- De completen of de dagsluiting

## Structuur van de officies

### Gewone versie
Zoals opgemerkt, verschilt het getijdengebed van na Vaticanum II grondig van het vroegere getijdengebed.

#### Inleidend gebed
Het inleidend gebed wordt gebeden voor de eerste dienst. Het bestaat uit:
Psalmvers (ps. 50:15). De Latijnse tekst luidt: "Domine labia  mea aperies et os meum annuntiabit laudem tuam".
Psalm 94 ("Venite exultemus"); deze psalm kan vervangen worden door psalm 23, psalm 66 of psalm 99.

#### Lezingendienst
Komt overeen met de vroegere metten
- Hymne
- 3 psalmen met antifonen
- Lezing
- Beurtzang
- Lezing
- Lofzang (Kantiek)
- Afsluitend gebed

#### Morgengebed
Komt overeen met de vroegere Lauden
- Hymne
- 2 psalmen met antifoon
- Lofzang uit het Oude Testament met antifoon
- Lezing
- Korte beurtzang
- Lofzang van Zacharias met antifoon
- Slotgebeden

#### Middaggebed
Ter vervanging van de terts, sext en noon. Men kan die uren ook nog afzonderlijk bidden. De priem werd afgeschaft.
- Hymne
- 3 psalmen met antifoon
- Lezing
- Beurtzang
- Afsluitend gebed

#### Avondgebed
Vroeger de vespers genoemd.
Structuur zoals het morgengebed.
- Hymne
- 2 psalmen met antifoon
- Lofzang uit het Nieuwe Testament met antifoon
- Korte lezing
- Korte beurtzang
- Lofzang van Maria met antifoon
- Slotgebeden

#### Dagsluiting
- Gewetensonderzoek,
- Hymne,
- Psalm(en) met antifoon (1 of 2 psalmen afhankelijk van de dag van de week),
- Korte schriftlezing,
- Beurtzang,
- Simeons lofzang met antifoon,
- Afsluitend gebed
- Aanroeping van Maria

### Buitengewone of Tridentijnse versie
Met het Motu Proprio Summorum Pontificum heeft Paus Benedictus XVI in 2007 clerici toegestaan om, naast de heilige mis, ook het brevier, zoals door Paus Johannes XXIII in 1960 voor het laatst vastgesteld werd, te bidden als de "Buitengewone Vorm" van de Romeinse Ritus (naast de "Gewone Vorm" van de Romeinse Ritus, zoals deze door Paus Paulus VI in 1969 werd vastgesteld). De bedoeling van de hierbij opgegeven structuur is om een idee te geven van wat er in het getijdengebed voorkomt en hoe het is samengesteld. Als men oude handschriften of drukken hiermee gaat vergelijken zal men zeer snel sterke afwijkingen vinden, ook met breviaria die "ad usum Romanum" gemaakt zijn, maar de globale structuur is wel steeds vergelijkbaar. Vroegere versies van breviaria kunnen qua structuur heel erg afwijken van wat hier behandeld wordt, zoals elders al gezegd, kon elk bisdom en elke kloosterorde zelf bepalen wat wanneer gebeden werd. Het enige zekere is dat in de loop van één week alle 150 psalmen aan bod kwamen.

#### Metten
Het officie van de metten is in de Tridentijnse ritus (ongeveer) als volgt samengesteld:
- Inleidende gebeden (Lat. Incipit)

Onzevader (Lat. Pater Noster) het gebed dat volgens de evangeliën door Christus aan zijn leerlingen is gegeven.
Weesgegroet (Lat. Ave Maria)
Geloofsbelijdenis (Lat. Credo)
Psalmvers (ps. 50:15). De Latijnse tekst luidt: "Domine labia  mea aperies et os meum annuntiabit laudem tuam".
Psalmvers (ps. 69:01): "Domine, ad adiuvandum me festina".
De kleine doxologie: "Gloria Patri et Filio et Spiritui sancto".
Alleluia.
- De uitnodiging tot het gebed (Lat. Invitatorium)

Het Invitatorium bestaat uit Psalm 94 ("Venite exultemus") met een antifoon die eventueel tweemaal herhaald wordt.
- Hymne (Lat. Hymnus)
- Psalmen en lezingen (Lat. Psalmi)

1 tot 3 nocturnes. Elke nocturne bestaat uit 3 tot 12 psalmen en 3 lezingen of lessen. Het aantal nocturnes is afhankelijk van enerzijds de weekdag en anderzijds van het type van de feestdag dat gevierd wordt of van de heilige die herdacht wordt. Op gewone weekdagen is er één nocturne met 12 psalmen en 3 lezingen, op gewone zaterdagen is dit 1 nocturne met 9 psalmen en 3 lezingen en op gewone zondagen zijn er 3 nocturnes met 12 psalmen in de eerste en 3 psalmen in de tweede en de derde, telkens gevolgd door 3 lezingen. Voor feestdagen is de samenstelling afhankelijk van de rang van de feestdag.
Het merendeel van de feestdagen heeft 3 nocturnes met telkens 3 psalmen en 3 lezingen.
De psalmen worden per psalm of per groep van psalmen voorafgegaan en gevolgd door een antifoon.
- Gebed (Lat. Oratio)

Korte beurtzang (vers en respons)
Collecta
Korte beurtzang
- Het afsluitend gebed (Lat. Conclusio)

Korte beurtzang: Domine Exaudi (O heer hoor mijn gebed; En mijn roepen kome tot U)
Korte beurtzang: Benedicamus Domino (Zegenen wij de heer; Gode zij dank)
Korte beurtzang: Fidelium animae (Mogen de zielen van de gelovigen…; Amen)
Onzevader
De psalmen, antifonen, hymnen en gebeden die gebruikt worden zijn afhankelijk van de feestdag die gevierd wordt of van de heilige die herdacht wordt.

#### Lauden
Het officie van de lauden heeft de volgende structuur:
- Inleidende gebeden (Lat. Incipit): zoals de metten maar zonder de geloofsbelijdenis
- Psalmen

vier psalmen (92, 99, 62 en 66 op belangrijke feestdagen en volgens de liturgie van de dag op gewone)
Kantiek: het "lied van de drie jongelingen" (Canticum trium puerorum Dan 3:57-75) op bijzondere feesten, andere Kantiek volgens liturgie van de dag op gewone dagen.
- Kapittel,[17] Hymne en Beurtzang
- Gebed
- Aanroeping van de heiligen (Lat. Suffragium)

De heilige Maria
De apostelen
Gebed voor de vrede
- Het afsluitend gebed (Lat. Conclusio): zoals bij de metten
- Korte beurtzang
- Antifoon

#### Priem
Het officie van de priem heeft de volgende structuur:
- Inleidende gebeden (Lat. Incipit): zoals de metten, maar zonder de geloofsbelijdenis
- Hymne
- Psalmen

Antifoon
op feestdagen, zaterdag en zondag
psalm 53
psalm 118:2-16
psalm 118:17-32
op gewone weekdagen
psalm 53
een psalm volgens de liturgie van de dag
psalm 118:2-16
psalm 118:17-32
Antifoon
- Kapittel, beurtzang en vers
- Gebeden
- Lezing uit het leven van een martelaar
- Beurtzangen
- Kyrie
- Onzevader
- Gebed
- Korte lezing
- Het afsluitend gebed (Lat. Conclusio): zoals bij de metten

#### Terts
Het officie van de terts heeft de volgende structuur:
- Inleidende gebeden (Lat. Incipit): zoals de metten maar zonder de geloofsbelijdenis
- Psalmen
- Hymne
- Psalmen

Antifoon
psalm 118:33-48
psalm 118:49-64
psalm 118:65-80
Antifoon
- Kapittel, beurtzang en vers
- Gebed
- Het afsluitend gebed (Lat. Conclusio): zoals bij de metten

#### Sext
Het officie van de sext heeft de volgende structuur:
- Inleidende gebeden (Lat. Incipit): zoals de metten maar zonder de geloofsbelijdenis
- Psalmen
- Hymne
- Psalmen

Antifoon
psalm 118:91-96
psalm 118:97-112
psalm 118:113-128
Antifoon
- Kapittel, beurtzang en vers
- Gebed
- Het afsluitend gebed (Lat. Conclusio): zoals bij de metten

#### None
Het officie van de none heeft de volgende structuur:
- Inleidende gebeden (Lat. Incipit): zoals de metten maar zonder de geloofsbelijdenis
- Psalmen
- Hymne
- Psalmen

Antifoon
psalm 118:129-144
psalm 118:145-160
psalm 118:161-176
Antifoon
- Kapittel, beurtzang en vers
- Gebed
- Het afsluitend gebed (Lat. Conclusio): zoals bij de metten

#### Vespers
De vespers hebben de volgende structuur:
- Inleidende gebeden (Lat. Incipit): zoals de metten maar zonder de geloofsbelijdenis
- Psalmen

Vijf (variabele) psalmen met antifoon voor en na
- Kapittel, beurtzang en vers
- Het Magnificat (de lofzang van Maria Lucas, 1:46-55) met een antifoon voor en na.
- Gebed
- Aanroeping van de heiligen (Lat. Suffragium)

De Heilige Maria
De apostelen
Gebed voor de vrede
- Het afsluitend gebed (Lat. Conclusio): zoals bij de metten

#### Completen
De completen hebben de volgende structuur:
- Inleidende gebeden (Lat. Incipit): deze zijn totaal verschillend van de andere uren namelijk:

vers: Iube domne benedicere.
zegen: Noctem quietam et finem perfectum concedat nobis Dominus omnipotens. Amen. (Almachtige heer geef ons een rustige nacht en een goed levenseinde.)
- Korte lezing
- Korte beurtzang
- Schuldbelijdenis
- Aanroepingen voor vergeving
- Psalmen

Antifoon
psalm 4
psalm 30:1-6
psalm 90
psalm 133
Antifoon
- Hymne
- Kapittel, beurtzang en vers
- Kantiek: Nunc dimittis (Simeons lofzang Lucas 2:29-32; Laat nu, Heer, volgens uw woord uw dienaar in vrede heengaan.)
- Gebed
- Het afsluitend gebed (Lat. Conclusio):

Korte beurtzang: Domine Exaudi (O heer hoor mijn gebed; En mijn roepen kome tot U)
Korte beurtzang: Benedicamus Domino (Zegenen wij de heer; Gode zij dank)
Zegening: Benedicat et custodiat nos (Zegene en behoude ons de almachtige God, De Vader, de Zoon en de Heilige Geest; Amen)
- Antifoon
- Onzevader
- Weesgegroet
- Geloofsbelijdenis

## Taal en muziek
Het getijdengebed werd uitsluitend in het Latijn gebeden. Sedert Vaticanum II kan het ook in de volkstaal.
De muziek van het getijdengebed is het gregoriaans. Sinds Vaticanum II wacht men in de Katholieke Kerk op de publicatie van een nieuw "Antiphonale Romanum", aangepast aan de nieuwe organisatie van het getijdengebed dat gezongen wordt in de parochies. Het Antiphonale Monasticum (2007) uitgebracht door de Abdij van Solesmes en de "Liturgia Horarum" (2000) van het Vaticaan werden door de Communauté Saint-Martin samengevoegd in "les Heures Grégoriennes" ("De Gregoriaanse Getijden", uitgegeven in 2008), een tweetalig quasi-officieel Antiphonale Romanum goedgekeurd door de Heilige Stoel in Rome.
In 1983 werd voor het eerst een deel van het nieuwe Antiphonale Romanum uitgebracht, het zogenaamde Liber Hymnarius, dat als deel II (pars altera) door de monniken van Solesmes de wereld werd ingestuurd. Dit boek bevat hymnes, invitatorium-antifonen en responsories, in principe te gebruiken in alle getijdes. Vervolgens verscheen in 2009 (verkrijgbaar vanaf januari 2010) opnieuw een deel II van het nieuwe Antiphonale Romanum wederom door Solesmes. In dit boek staan de eerste en de tweede Vespers van de zon- en feestdagen. Het ziet ernaar uit dat het eerste deel II uit 1983 onderdeel is van een mislukt project.
Waar Nederlands wordt gezongen, heeft men nieuwe muziek gecomponeerd die vaak sterk aan het gregoriaans doet denken. In Vlaanderen was dit grotendeels het werk van het Lemmensinstituut.
In Nederland wordt de psalmvertaling van pater Ad Bronkhorst, O.P. uit 1969 gebruikt in de officiële Rooms-katholieke vertaling van het getijdengebed. In de meeste kloosters wordt de vertaling van Ida Gerhardt en Marie van der Zeyde (de Dames) gebruikt. Deze vertaling kenmerkt zich door haar archaïsch woordgebruik en eigenzinnige woordvolgorde. Voor deze vertaling zijn in het Abdijboek bijbehorende melodieën geschreven door verschillende monniken en monialen, zowel voor de antifonen als voor het zingen van de verzen. Deze muziek wordt in parochies ook wel uitgevoerd, maar is berucht vanwege haar moeilijkheidsgraad. Voor de vertaling van pater Bronkhorst is een veelvoud aan gemakkelijke psalmmelodieën verkrijgbaar.
Ter bevordering van het bidden van de getijden door leken heeft de Nationale Raad voor Liturgie in 2005 voor de Nederlandse kerkprovincie een Klein Getijdenboek gepubliceerd. In 2007 publiceerde dezelfde instantie een Getijdenboekje voor kinderen.